# Het Galactisch Bestel
Het Galactisch Bestel (Engelse titel: Galactic Milieu Series) is een sciencefictionboekenreeks in vijf delen van de Amerikaanse schrijfster Julian May.

## Verhaal
De menselijke evolutie heeft een grote stap voorwaarts gedaan: over de hele wereld worden kinderen geboren met buitengewone metapsychische krachten. De nieuwe genieën hebben plannen voor een prachtige nieuwe wereld. Maar de "oude" mensen, degenen zonder deze krachten, kijken vol verbazing, achterdocht en angst naar deze nieuwe mensen.
Terwijl de weerstand tegen hen toeneemt, groeit ook de onderlinge verdeeldheid tussen de nieuwe mensen.

## Boeken
De reeks Het Galactisch Bestel bestaat uit vijf delen:
- 1987 - Het land der zieners (Intervention I)
- 1987 - De interventie (Intervention II)
- 1991 - Jack (Jack the Bodiless)
- 1994 - Diamanten masker (Diamond Mask)
- 1995 - Magnificat (Magnificat)